# McKenzie Meehan
McKenzie Meehan (Glocester, Rhode Island, Estados Unidos; 25 de diciembre de 1994) es una exfutbolista estadounidense. Jugaba de delantera y su último equipo fue el North Carolina Courage de la National Women's Soccer League (NWSL) de Estados Unidos.

## Trayectoria
En julio de 2014, Meehan fue incluida en el plantel estadounidense de cara a la Copa Mundial Femenina de Fútbol Sub-20 de 2014. Sin embargo, antes de comenzar el mundial sufrió una lesión y tuvo que ser reemplazada por Rachel Hill.
El 4 de enero de 2021, Meehan anunció su retiro del fútbol profesional.

## Estadísticas

### Clubes
| Club                   | País           | Año         |
| ---------------------- | -------------- | ----------- |
| Sky Blue FC            | Estados Unidos | 2017 - 2019 |
| North Carolina Courage | Estados Unidos | 2019 - 2021 |